# العلاقات البوتسوانية الفيجية
العلاقات البوتسوانية الفيجية هي العلاقات الثنائية التي تجمع بين بوتسوانا وفيجي.

## مقارنة بين البلدين
هذه مقارنة عامة ومرجعية للدولتين:
| وجه المقارنة                                              | بوتسوانا                       | فيجي                                                                 |
| --------------------------------------------------------- | ------------------------------ | -------------------------------------------------------------------- |
| المساحة (كم2)                                             | 581.74 ألف                     | 18.27 ألف                                                            |
| عدد السكان (نسمة)                                         | 2.29 مليون                     | 915.30 ألف                                                           |
| الكثافة السكانية (ن./كم²)                                 | 3.94                           | 50.1                                                                 |
| العاصمة                                                   | غابورون                        | سوفا                                                                 |
| اللغة الرسمية                                             | لغة إنجليزية                   | لغة إنجليزية، اللغة الفيجية، اللغة الفيجي الهندية، اللغة الهندستانية |
| العملة                                                    | بولا بوتسواني                  | دولار فيجي                                                           |
| الناتج المحلي الإجمالي (بليون دولار)                      | 17.41 مليار                    | 5.06 مليار                                                           |
| الناتج المحلي الإجمالي (تعادل القوة الشرائية) بليون دولار | 35.84 مليار                    | 8.32 مليار                                                           |
| الناتج المحلي الإجمالي الاسمي للفرد دولار أمريكي          | 6.36 ألف                       | 4.96 ألف                                                             |
| الناتج المحلي الإجمالي للفرد دولار أمريكي                 | 16.10 ألف                      | 8.79 ألف                                                             |
| مؤشر التنمية البشرية                                      | 0.698                          | 0.727                                                                |
| رمز المكالمات الدولي                                      | +267                           | +679                                                                 |
| رمز الإنترنت                                              | .bw                            | .fj                                                                  |
| المنطقة الزمنية                                           | ت ع م+02:00، توقيت وسط إفريقيا | ت ع م+12:00                                                          |

## منظمات دولية مشتركة
يشترك البلدان في عضوية مجموعة من المنظمات الدولية، منها:
| علم المنظمة | اسم المنظمة                                 | تاريخ انضمام بوتسوانا | تاريخ انضمام فيجي |
| ----------- | ------------------------------------------- | --------------------- | ----------------- |
|             | الاتحاد البريدي العالمي                     | ?                     | ?                 |
|             | يونسكو                                      | 16 يناير 1980         | 14 يوليو 1983     |
|             | البنك الدولي للإنشاء والتعمير               | 24 يوليو 1968         | 28 مايو 1971      |
|             | منظمة التجارة العالمية                      | ?                     | ?                 |
|             | وكالة ضمان الاستثمار متعدد الأطراف          | 15 مايو 1990          | 24 سبتمبر 1990    |
|             | الاتحاد الدولي للاتصالات                    | 2 أبريل 1968          | 5 مايو 1971       |
|             | منظمة الشرطة الجنائية الدولية               | ?                     | ?                 |
|             | مؤسسة التمويل الدولية                       | 23 مارس 1979          | 12 يوليو 1979     |
|             | الأمم المتحدة                               | 17 أكتوبر 1966        | 13 أكتوبر 1970    |
|             | مجموعة دول أفريقيا والكاريبي والمحيط الهادئ | ?                     | ?                 |
|             | مؤسسة التنمية الدولية                       | 24 يوليو 1968         | 29 سبتمبر 1972    |
|             | منظمة حظر الأسلحة الكيميائية                | ?                     | ?                 |
|             | المركز الدولي لتسوية المنازعات الاستشارية   | 14 فبراير 1970        | 10 سبتمبر 1977    |

## وصلات خارجية
- موقع وزارة الخارجية البوتسوانية
- موقع وزارة الخارجية الفيجية